# شهرستان آدامز (آیووا)
شهرستان آدامز، آیووا (به انگلیسی: Adams County, Iowa) شهرستانی در ایالات متحده آمریکا است که در آیووا واقع شده‌است.

## خصوصیات
شهرستان آدامز ۱٬۱۰۳٫۳۴ کیلومترمربع مساحت دارد.